# Frédérick Durand
 (septembre 2019).
Si vous disposez d'ouvrages ou d'articles de référence ou si vous connaissez des sites web de qualité traitant du thème abordé ici, merci de compléter l'article en donnant les références utiles à sa vérifiabilité et en les liant à la section « Notes et références ».
Frédérick Durand est un écrivain québécois, né à Trois-Rivières le 18 mai 1973.

## Biographie et carrière littéraire
Romancier, nouvelliste, poète et essayiste, Frédérick Durand est détenteur d'un diplôme d'études approfondies (DEA) de l'Université de Limoges (France) et d'un doctorat de l'Université du Québec à Trois-Rivières (thèse sur les représentations du privé dans les romans-feuilletons français publiés dans les journaux québécois du XIXe siècle). Il a publié trois livres de poésie, plusieurs romans, des nouvelles, des articles et des comptes rendus, en anglais et en français, dans divers périodiques, parmi lesquels Imagine…, dont il a été directeur littéraire (1996-1998), Recherches sociographiques et Les Cahiers de la Société bibliographique du Canada.
Chercheur, il a enseigné la littérature à l'Université du Québec à Trois-Rivières et au Collège Laflèche (Trois-Rivières). Il enseigne actuellement au cégep de Trois-Rivières. Son étude sur Les Deux Orphelines d'Adolphe d'Ennery : de la pièce au roman, la multiplication des figures et des passions, est parue en 1999 dans Érudition et passion dans les écritures intimes, Éditions Nuit Blanche/Nota Bene (actes du colloque tenu dans le cadre du 65e congrès de l'Association canadienne-française pour l'avancement des sciences (ACFAS)). Il anime une émission de radio sur les ondes du 89,1 FM à Trois-Rivières, consacrée à la promotion du cinéma, de la littérature et de la musique « différentes » : onirisme, fantastique et surréalisme. Musicien, il a participé à l'hommage au cinéaste Lucio Fulci, For Lucio Fulci : a Symphony of Fear et au DVD officiel du film L'AlDila, du même réalisateur (publié par Anchor Bay).

## Roman
- L'ombre du sorcier, Ed. Pierre Tisseyre (St-Laurent, Canada), Coll. Chacal, 1997.
- Le voyage insolite, Ed. Pierre Tisseyre (St-Laurent, Canada), Coll. Chacal, 1998.
- Le carrousel pourpre, Ed. Hurtubise-HMH (Montréal, Canada), Coll. Atout, 2001.
- Promenade nocturne sur un chemin renversé, Ed. Hurtubise-HMH (Montréal, Canada), Coll. Atout, 2002.
- Dernier train pour Noireterre, Ed. La Veuve Noire (Longueuil, Canada), 2003.
- Au rendez-vous des courtisans glacés, Ed. La Veuve Noire (Longueuil, Canada), 2004.
- L'île des cigognes fanées, Ed. La Veuve Noire (Longueuil, Canada), 2004.
- Au carrefour des 3 éclipses, Ed. JCL (Chicoutimi, Canada), 2006.
- Je hurle à la lune comme un chien sauvage, Ed. Coups de tête, 2008.
- La nuit soupire quand elle s'arrête, Ed. La Veuve Noire (Longueuil, Canada), 2008.
- Comme un goût d'aurore sur une idée fixe, Ed. Vents d'Ouest (Gatineau, Canada), 2008.
- La maison au fond de l'impasse, Ed. Vents d'Ouest (Gatineau, Canada), 2011.
- Le mausolée des matins blêmes, Ed Andara, 2013
- Quand s'éteindra la dernière chandelle, Ed. Rivière Blanche, 2015.
- Au rendez-vous des courtisans glacés (réédition non censurée), Ed. Les Six Brumes (Sherbrooke, Québec), 2015.
- Quinze croix pour le lys rouge, Ed. La Maison des viscères, 2018

## Nouvelle (bibliographie sélective)
- Le retour de M. Delamort, dans Orbite d'approche, Ianus (Canada), 1992.
- La maison qui n'existait pas, dans la Revue Imagine... no 78, 1996.
- Possession sur commande, dans la Revue Solaris (Canada) no 118, 1996.
- Nocturne, dans la Revue Solaris (Canada) no 126, 1998.
- À l'intention des ombres, recueil de nouvelles, Ed. Vents d'Ouest (Gatineau, Canada), 2008

## Poésie
- Tu peux me déchirer, Trois-Rivières, Éditions d'art Le Sabord, 2005.
- Locoleitmotive (poésie polar), avec Michel Châteauneuf et Pierre Labrie, Trois-Rivières, Éditions d'art Le Sabord, 2007.
- Sombre d'ailleurs, Montréal, Triptyque, 2009.

## Honneurs
- 2009- Lauréat du Prix Jacques Brossard, À l'intention des ombres et La nuit soupire quand elle s'arrête.
- 2008- Lauréat du Prix de littérature Clément-Morin Culture Mauricie, À l'intention des ombres.
- 2003 - Finaliste au Prix de littérature Gérald-Godin, Promenade nocturne sur un chemin renversé.
- 1999 - Finaliste au Prix Aurora, pour la nouvelle Nocturne.
- 1998 - Prix Solaris, pour la nouvelle Nocturne.
- 1994 - Gagnant du concours littéraire de la Saison des Arts de Bécancour, pour la nouvelle Comme une lettre à la poste.